# Ramastué
Ramastué es una localidad española perteneciente al municipio de Castejón de Sos, en la Ribagorza, provincia de Huesca, Aragón. Se sitúa en una zona llamada El Solano. Su lengua propia es el patués.

## Historia
A mediados del siglo XIX, el lugar, por entonces con ayuntamiento propio, contaba con unas 30 casas. La localidad aparece descrita en el decimotercer volumen del Diccionario geográfico-estadístico-histórico de España y sus posesiones de Ultramar de Pascual Madoz de la siguiente manera:

RAMASTUE: l. con ayunt. en la prov. de Huesca, part. jud. de Boltaña, aud. terr. y c. g. de Zaragoza, dióc. de Barbastro. sit. en un pequeño llano del valle de Benasque, en clima frio y sano: consta de unas 30 casas y una igl. parr. (Sta. Eulalia) servida por un cura párroco de térm. de patronato real y ordinario. Confina el térm. por N. con Castellon; E. Estercué; S. Lliri, y O. r. Esera. El terreno es muy quebrado y productivo. prod.: trigo llamado marzal, porque se siembra en el mes de marzo, centeno, algunas frutas y muy buenos pastos; cria ganado mayor y menor y caza de conejos, liebres y perdices. ind.: la agricultura y la cria de ganados. pobl.: (V. el cuadro sinóptico del part. jud.).
(Madoz, 1849, p. 365)

## Demografía
| Gráfica de evolución demográfica de Ramastué entre 1842 y 1860 |
| |
| Población de derecho según los censos de población del INE Población de hecho según los censos de población del INEEntre el censo de 1857 y el anterior, crece el término del municipio porque incorpora a 22084 (Castejón de Sos), 225156 (Liri) y a 225213 (El Run) Entre el censo de 1877 y el anterior, este municipio desaparece porque cambia de nombre y aparece como el municipio 22084 (Castejón de Sos) |

## Patrimonio
- Casa Riu, con detalles arquitectónicos medievales.[1][2]
- Iglesia parroquial de Santa Eulalia, del siglo XVI, actualmente convertida en museo y sala multiusos. Se construyó una nueva en la década de 1970.[1][2]